# Fernando Wood

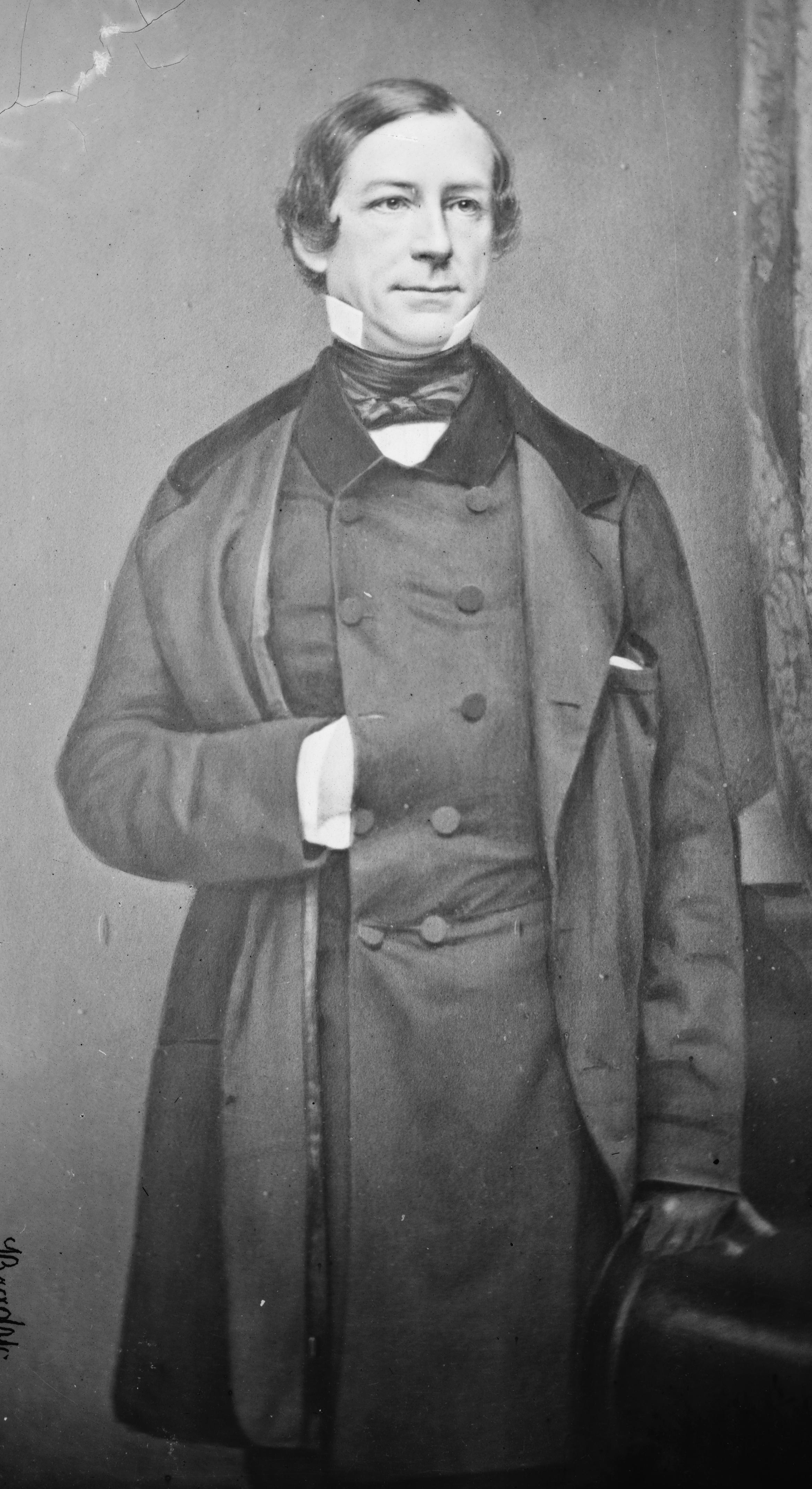
Fernando Wood

Fernando Wood (* 14. Juni 1812 in Philadelphia, Pennsylvania; † 14. Februar 1881 in Hot Springs, Arkansas) war ein US-amerikanischer Politiker. Zwischen 1841 und 1881 vertrat er mehrfach den Bundesstaat New York im US-Repräsentantenhaus. Außerdem war er zwei Mal Bürgermeister der Stadt New York.

## Werdegang
Fernando Wood war der ältere Bruder des Kongressabgeordneten Benjamin Wood (1820–1900). Er besuchte die öffentlichen Schulen seiner Heimat. Im Jahr 1820 kam er mit seinem Vater nach New York City. Seit 1831 war er im Versandhandel tätig. Politisch wurde er Mitglied der Demokratischen Partei und der dieser in New York City nahestehenden Organisation Tammany Hall.
Bei den Kongresswahlen des Jahres 1840 wurde Wood im dritten Wahlbezirk von New York in das US-Repräsentantenhaus in Washington, D.C. gewählt, wo er am 4. März 1841 sein neues Mandat antrat. Da er im Jahr 1842 nicht bestätigt wurde, konnte er bis zum 3. März 1843 zunächst nur eine Legislaturperiode im Kongress absolvieren. Diese Zeit war von den Spannungen zwischen Präsident John Tyler und den Whigs bestimmt. Außerdem wurde damals bereits über eine mögliche Annexion der seit 1836 von Mexiko unabhängigen Republik Texas diskutiert.
Zwischen 1844 und 1847 arbeitete Wood für das Außenministerium als Dispatch Agent im New Yorker Hafen. 1850 strebte er noch erfolglos den Posten des Bürgermeisters von New York an. Vier Jahre später wurde er dann doch in dieses Amt gewählt, das er von 1855 bis 1858 ausübte. Dabei kam es zu Unruhen vor allem wegen der damals korrupten Polizeitruppen und dem Gangsterwesen dieser Stadt. Da Wood dieses Problem nicht unter Kontrolle bekam, wurde seine Amtszeit von der Staatslegislative um ein Jahr verkürzt. In den Jahren 1861 und 1862 war er erneut Bürgermeister von New York. Zu Beginn des Bürgerkrieges strebte er eine Neutralität seiner Stadt an, um die wirtschaftlichen Beziehungen zu den Südstaaten weiterhin aufrechterhalten zu können. Das hätte einen Austritt aus der Union bedeutet. Mit diesem Plan konnte er sich allerdings nicht durchsetzen. Dennoch hatte diese Politik und Woods agieren gegen Lincolns Politik zur Folge, dass sich schon lange angestaute Probleme in den Draft Riots entluden und damit zu den größten inneren Unruhen in der Stadt in deren Geschichte führte.
Bei den Kongresswahlen des Jahres 1862 wurde Wood im fünften Distrikt seines Staates erneut in den Kongress gewählt, wo er am 4. März 1863 William Wall ablöste. Da er im Jahr 1864 nicht bestätigt wurde, konnte er bis zum 3. März 1865 wieder nur für eine Legislaturperiode im Kongress verbleiben. Diese war von den Ereignissen des Bürgerkrieges geprägt. Im Jahr 1866 wurde er im neunten Wahlbezirk erneut in das US-Repräsentantenhaus gewählt. Am 4. März 1867 trat er sein Mandat an. Nach sieben Wiederwahlen konnte er dort bis zu seinem Tod am 14. Februar 1881 verbleiben. Von 1873 bis 1875 vertrat er dort den zehnten und dann wieder den neunten Bezirk von New York. Bereits von 1865 bis 1869 war die Arbeit des Kongresses von den Spannungen zwischen den Republikanern und Präsident Andrew Johnson belastet, die in einem nur knapp gescheiterten Amtsenthebungsverfahren gipfelten. Seit 1877 war Fernando Wood Vorsitzender des Committee on Ways and Means. Zum Zeitpunkt seines Todes war er bereits für die am 4. März 1881 beginnende nächste Legislaturperiode wiedergewählt worden. Bemerkenswert ist noch eine Rüge des US-Repräsentantenhauses, die er sich im Jahr 1868 wegen ungebührlicher Ausdrucksweise im Kongress zugezogen hatte.

## Trivia
Im Kinofilm Lincoln aus dem Jahr 2012 wird Fernando Wood von dem Schauspieler Lee Pace als energischer Widersacher von Präsident Abraham Lincoln dargestellt.